# Llywelyn ap Iorwerth
Llywelyn ap Iorwerth, zwany Wielkim (zm. 11 kwietnia 1240 roku w Aberconwy, w Walii) – książę Walii, uważany za najwybitniejszego walijskiego władcę.

## Biografia
Llywelyn urodził się w rodzie panującym w królestwie Gwynedd. Jego ojcem był Iorwerth Drwyndwn, książę Gwynedd, zaś dziadem Owain ap Gruffudd, który panował jako król. Jako dziecko Llywelyn został wygnany przez swego wuja Dafydda z Gwynedd. Po kilku latach, w 1194 roku, powrócił i obalił władzę wuja. Do 1202 roku udało mu się opanować cała północną Walię.
W 1205 roku poślubił Joannę, nieślubną córkę króla Anglii Jana bez Ziemi. Nie powstrzymało to jednak Jana od najazdu Walii w 1211 roku i opanowania większości Gwynedd. Llywelynowi udało się odzyskać utracone ziemię, sprzymierzając się z angielskimi baronami.

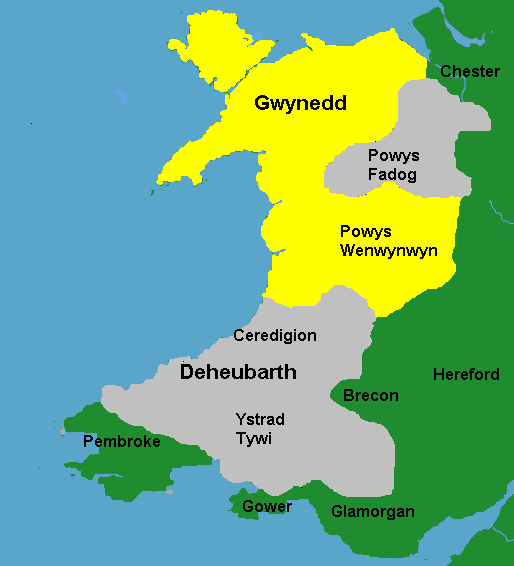
Walia ok. 1217 r. Żółty: obszary rządzone bezpośrednio przez Llywelyna; szary: obszary rządzone przez książąt-klientów Llywelyna; zielony: anglo-normańskie posiadłości.

Nowy król Anglii Henryk III uznał początkowo władzę Llywelyna nad Walią, jednak do 1223 ograniczył jego bezpośrednią władzę do północnej części kraju. Mimo to wielu walijskich książąt na południu uznawało zwierzchność Llywelyna.

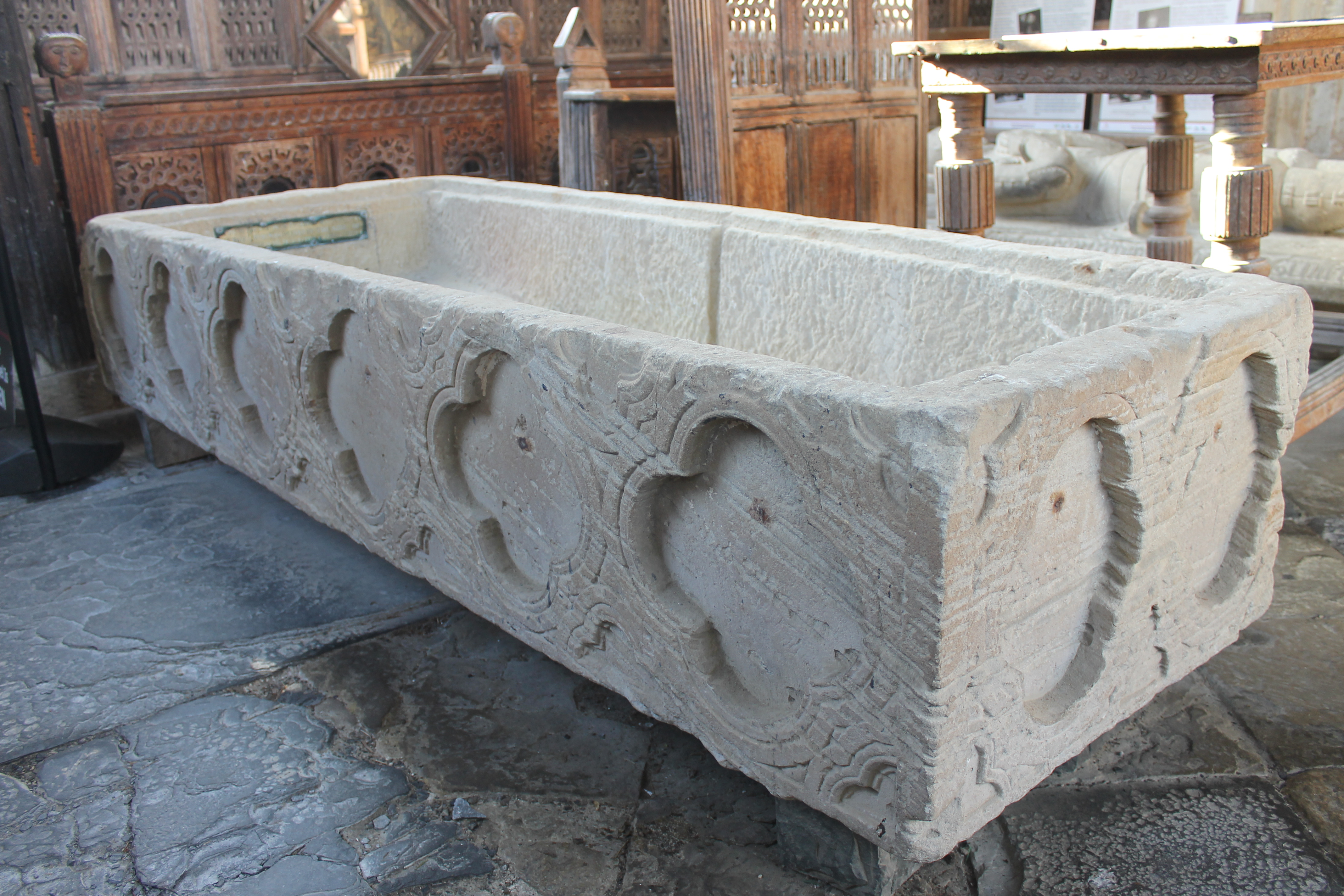
Sarkofag Llywelyna w kościele w Llanrwst, gdzie zostało przeniesione opactwo Aberconwy; szczątki księcia jednak nie zachowały się.

W ostatnim okresie życia Llywelyn przekazał władzę swemu synowi Dafyddowi. Zmarł w założonym przez siebie opactwie cysterskim Aberconwy w pobliżu Conwy.

## Rodzina i potomstwo
Llywelyn był żonaty trzykrotnie. Pierwszy raz z córką Hugh de Kevilioc, hrabiego Chester. Nie jest znana dokładna data tego małżeństwa, na pewno doszło do niego przed rokiem 1190. Następnie poślubił córkę Regnalda króla Man, jednak małżeństwo to zostało anulowane przed 1205 rokiem. Informacje na temat dwóch pierwszych małżeństw Llywelyna są niepewne.
W połowie 1205 roku poślubił nieślubną córkę króla Jana bez Ziemi Joannę. W 1226 roku Joanna została uznana za prawe dziecko króla Jana.
Llywelyn miał co najmniej trójkę prawych dzieci, nie jest jednak całkowicie pewne czy matką ich wszystkich była Joanna, czy też druga żona Llywelyna.
- Dafydd ap Llywelyn (zm. 1246) – następca Llywelyna jako książę Walii, poślubił Isabel de Briouse, córkę William de Briouse, lorda z Marchii Walijskich
- Elen ferch Llywelyn (zm. 1253)
- Susanna ferch Llywelyn (zm. po 1228)

Llywelyn miał też szereg nieślubnych dzieci. 
- Gruffydd ap Llywelyn (zm. 1244) – najstarszy z synów Llywelyna, dwaj jego synowie Llywelyn i Dafydd osiągnęli pozycję książąt Walii
- Gwladus Ddu (zm. 1251)
- Marared ferch Llywelyn (zm. 1272)
- Angharad ferch Llywelyn